# Puignau
El Puignau és una muntanya de 203 metres que es troba al municipi del Port de la Selva, a la comarca catalana de l'Alt Empordà.